# Melisa (nombre)
Melisa o Melissa es un nombre propio femenino de origen griego su significado es "Miel" o "abeja".

## Etimología
Melisa proviene del griego μέλισσα (mèlissa) que a su vez se deriva de μέλι (mèli). Su traducción al español es miel, abeja.
En la antigua Grecia, Melisa era también la denominación de las sacerdotisas.
La hipótesis más divulgada sobre el comienzo de su uso como nombre femenino es en honor a Melisa, una oréade de la mitología griega. La versión más aceptada cuenta que Melisa, Ida y Amaltea, hijas de Meliseus de la montaña Ida en la Isla de Creta, ayudaron a salvar a Zeus de su padre Crono. Con este fin escondieron al pequeño Zeus en las montañas y lo alimentaron con miel y la leche de Amaltea, quien había dado a luz a Pan. Melisa de Creta fue la primera sacerdotisa de Rea, por lo que el nombre se convirtió en la antigua Grecia en apodo para las sacerdotisas de Rea, Deméter y Proserpina.
Heródoto da cuenta de varias Melissas en la historia griega, entre ellas Melisa, hijas de Melisea.Otra hipótesis sobre su uso como nombre femenino se remonta a la mujer de Periandro. Periandro fue rey de Corinto (627-583 a. C.) y su esposa Melisa era hija del rey de Epidauro. Periandro conquistó la ciudad luego del matrimonio con Melisa y apresó a su padre.

## Santoral
Según la tradición y el país, se celebra el onomástico de Melisa el 24 de abril o el 15 de septiembre. La fecha más usada, quizás por recordar a una mujer, es el 15 de septiembre cuando se recuerda a Santa Melitina, una mártir de Tracia que vivió en el siglo II y cuyos restos se encuentran en la isla de Lemnos, en el Mar Egeo. Menos usual es celebrar el onomástico en honor a San Melito, obispo de Sajonia en torno al año 664, el cual se celebra el 24 de abril. Otra teoría considera Melissa la versión griega del nombre hebreo Deborah (abeja), celebrado el 21 de septiembre.

## Variantes en otros idiomas
| Variantes en otras lenguas | Variantes en otras lenguas                 |
| Lengua                     | Variante(s)                                |
| -------------------------- | ------------------------------------------ |
| Español                    | Melisa, Melissa, Melina, Melitina, Melisha |
| Inglés                     | Melissa, Millicent, Melinda                |
| polaco                     | Melisa                                     |
| Ruso                       | Мелисса (Melissa)                          |
| Francés                    | Mélissa, Mélisande, Méline, Méliza         |
| Sueco                      | Melissa                                    |
| Curdo                      | Melisa                                     |
| Turco                      | Melisa                                     |
| Albanés                    | Melisa                                     |
| Alemán                     | Melissa, Melitta                           |
| Italiano                   | Melissa, Melina, Metilina                  |
| Griego                     | Μέλισσα (Melissa)                          |
| Eslovaco                   | Melisa                                     |

## Personajes históricos
- Melisenda de Jerusalén (1105 – 1161, reina de Jerusalén)
- Meliso de Samos (marino)

## Toponimia
- Millicent es una localidad en el sur de Australia
- Melisa es una localidad en la municipalidad de Lechaina (Prefectura de Elis) en Grecia
- Melisa en la región  Karditsa en Grecia
- Melisa en la región Kavala en Grecia
- Melisa en la prefectura de Larissa en Grecia
- Melisa es una localidad en la región Xanthi en Grecia
- Cabo Melisa en el norte de la isla de Ítaca en Grecia

## Mitología griega
En la mitología griega Melisa es el nombre de la hija del rey de Creta, una de las ninfas que salvó a Zeus de su padre, Crono. Melisa escondió al bebé Zeus entre las montañas y lo alimentó con la leche de su hermana Amaltea y miel.

## Varios
- Melissa es el nombre científico del Toronjil.
- Biduanda Melisa es una mariposa de la India de la familia de las Lycaenidae.
- Melissa es una comuna italiana de la provincia de Crotone.
- Melissa es un virus informático lanzado en 1999.
- Melissa es una película dirigida por Steven D. Binder en 1995
- Melissa es una marca de zapatos